# Assemblée générale de l'Union astronomique internationale de 1961
11e assemblée générale de l'Union astronomique internationale
La 11e assemblée générale de l'Union astronomique internationale s'est tenue du 15 au 24 août 1961 à Berkeley, en Californie, aux États-Unis.